# 八代サティ
八代サティ（やつしろサティ）は、熊本県八代市にあった株式会社マイカル九州（現：イオン九州）運営の総合スーパーである。熊本県内唯一のサティ店舗であった。
1975年にニチイ八代店として開業したが、老朽化のため2006年1月31日に閉店した。2000年代から近辺に大型ショッピングセンターが開業して競争が激化し、八代寿屋百貨店などが次々と撤退したため中心部に残る唯一の大型店舗であった。
跡地には、2007年8月30日に同じイオングループのマックスバリュ九州が運営するマックスバリュ八代店が営業している。

## 店舗構造
- 店舗棟　地上6階・地下1階
- 立体駐車場棟　地上5層

## 店舗構成 （主要テナント）
- ミスタードーナツ八代サティショップ（ミスタードーナツの100号店）

## 交通
- 産交バス 八代宮前バス停

## 周辺施設
- イオン八代ショッピングセンター
- ゆめタウン八代
- マルショク八代店（旧・サンリブ八代）